# 瀬戸ケ谷町
瀬戸ケ谷町（せとがやちょう）は神奈川県横浜市保土ケ谷区の町名。住居表示は未施行で、丁目は設けられていない。面積は0.416km2である。

## 地理
保土ケ谷区の南東部に位置し、東西に2.3キロメートル、南北に最大1.8キロメートルの横長の町域を持つ。1990年に開通した首都高速神奈川3号狩場線が東西に走り、街は南北に分かれている。北東端の保土ケ谷橋交差点から西に入ったところは程ヶ谷宿の歓楽地であった。今井川を渡る八幡橋の先には八幡神社があり、今井川沿いに西に行くと羽田の漁民の信仰を集め、羽田講を行う外川神社がある。程ヶ谷宿旧本陣の南側の台地には、6世紀中頃に築造された全長41メートルの前方後円墳である瀬戸ヶ谷古墳があったが、宅地開発で姿を消した。首都高速を渡り町の南北をつなぐ橋は幅を広くとり、一部が小公園となっている。町の南西部には横浜市立瀬戸ケ谷小学校がある。

## 歴史
1940年（昭和15年）11月1日、保土ケ谷町字瀬戸ケ谷、瀬戸ケ谷東側、瀬戸ケ谷入口および岩間上町字西裏町ほかから瀬戸ケ谷を新設設置。地名研究では、セトは「狭処」あるいは「狭戸」、すなわち谷戸の地形を意味すると考えられる。1962年（昭和37年）～1970年（昭和45年）頃より、大規模な宅地開発が行われた。1981年（昭和56年）には、一部が南区永田北に編入される。

## 世帯数と人口
2025年（令和7年）6月30日現在（横浜市発表）の世帯数と人口は以下の通りである。
| 町丁       | 世帯数    | 人口    |
| ---------- | --------- | ------- |
| 瀬戸ケ谷町 | 3,057世帯 | 5,879人 |

### 人口の変遷
国勢調査による人口の推移。
| 年                 | 人口  |
| ------------------ | ----- |
| 1995年（平成7年）  | 5,461 |
| 2000年（平成12年） | 6,264 |
| 2005年（平成17年） | 6,390 |
| 2010年（平成22年） | 6,387 |
| 2015年（平成27年） | 6,293 |
| 2020年（令和2年）  | 5,936 |

### 世帯数の変遷
国勢調査による世帯数の推移。
| 年                 | 世帯数 |
| ------------------ | ------ |
| 1995年（平成7年）  | 2,142  |
| 2000年（平成12年） | 2,542  |
| 2005年（平成17年） | 2,647  |
| 2010年（平成22年） | 2,745  |
| 2015年（平成27年） | 2,804  |
| 2020年（令和2年）  | 2,798  |

## 学区
市立小・中学校に通う場合、学区は以下の通りとなる（2024年11月時点）。
| 番・番地等 | 小学校                 | 中学校             |
| --- | ---------------------- | ------------------ |
| 1番地〜46番地の49、47〜50番地 53番地の1〜160、54〜67番地 68番地（崖の下）、69番地 74〜77番地、79〜105番地 107〜115番地、117〜137番地 139〜166番地、169〜201番地 203番地 | 横浜市立岩崎小学校     | 横浜市立岩崎中学校 |
| 46番地の50〜54、51〜52番地 53番地の161〜170、68番地（崖の上） 70〜73番地、78番地の2・10 106番地、116番地、138番地 167〜168番地、202番地 204番地以降                     | 横浜市立瀬戸ケ谷小学校 | 横浜市立岩崎中学校 |

## 事業所
2021年（令和3年）現在の経済センサス調査による事業所数と従業員数は以下の通りである。
| 町丁       | 事業所数 | 従業員数 |
| ---------- | -------- | -------- |
| 瀬戸ケ谷町 | 63事業所 | 299人    |

### 事業者数の変遷
経済センサスによる事業所数の推移。
| 年                 | 事業者数 |
| ------------------ | -------- |
| 2016年（平成28年） | 57       |
| 2021年（令和3年）  | 63       |

### 従業員数の変遷
経済センサスによる従業員数の推移。
| 年                 | 従業員数 |
| ------------------ | -------- |
| 2016年（平成28年） | 252      |
| 2021年（令和3年）  | 299      |

## 施設
- 横浜市立瀬戸ケ谷小学校

## その他

### 日本郵便
- 郵便番号 : 240-0024[3]（集配局：保土ヶ谷郵便局[20]）

### 警察
町内の警察の管轄区域は以下の通りである。
| 番・番地等 | 警察署         | 交番・駐在所                 |
| ---------- | -------------- | ---------------------------- |
| 全域       | 保土ケ谷警察署 | 保土ケ谷橋交番（岩間町交番） |

※保土ケ谷橋交番が移転建て替えのため、期間中は上記の交番にて対応。